# FK 후잔트
FK 후잔트(타지크어: Клуби футболи «Хуҷанд»)는 후잔트를 연고로 하는 타지키스탄의 축구단이다. 현재는 타지키스탄 프리미어리그에 참가하고 있다.

## 우승
- 타지키스탄컵: 1998, 2002, 2008, 2017

## 선수 명단

### 현역
- 자한기르 에르가셰프(2017 ~ 2019, 2020, 2022 ~ )
- 배범근(2023 ~ )
- 데니 달리예프
- 세르게이 찬키안
- 야수르 쿠르보노프
- 이슬롬 토시풀라토프
- 피루즈 콜마토프
- 피르다브스 압두살리모프
- 메흐디 아미니(2023 ~ )
- 토니 비카탈

## 역대 감독
| 감독            | 임기 |
| --------------- | ---- |
| 루스탐 코자예프 | 2017 |